# Felix Magath
Wolfgang-Felix Magath (phát âm tiếng Đức: [maɡat]; sinh ngày 26 tháng 7 năm 1953) là huấn luyện viên và cựu tiền vệ nổi tiếng người Đức. Magath có sự nghiệp thành công nhất khi thi đấu cho Hamburg, với 3 lần vô địch Bundesliga và 1 cúp C2. Tiêu biểu là Cúp C1 (tiền thân của UEFA Champions League) năm 1983 sau khi đánh bại Juventus F.C. 1-0 trong trận chung kết, Magath đều ghi bàn trong 2 trận chung kết trên. Ông cũng đã có 43 lần khoác áo đội tuyển bóng đá quốc gia Tây Đức, vô địch UEFA Euro 1980 và tham dự 2 kì FIFA World Cup.
Với tư cách huấn luyện, ông cũng giành được 2 chức vô địch Bundesliga và 1 Cúp Quốc gia cùng Bayern Munich, một lần vô địch Bundesliga với VfL Wolfsburg năm 2009.

## Thống kê sự nghiệp cầu thủ

### Câu lạc bộ
| Câu lạc bộ        | Mùa giải       | Vô địch quốc gia  | Vô địch quốc gia | Vô địch quốc gia | Cúp quốc gia | Cúp quốc gia | Cúp châu Âu1 | Cúp châu Âu1 | Khác2   | Khác2  | Tổng cộng | Tổng cộng |
| Câu lạc bộ        | Mùa giải       | Hạng đấu          | Số trận          | Số bàn           | Số trận      | Số bàn       | Số trận      | Số bàn       | Số trận | Số bàn | Số trận   | Số bàn    |
| ----------------- | -------------- | ----------------- | ---------------- | ---------------- | ------------ | ------------ | ------------ | ------------ | ------- | ------ | --------- | --------- |
| 1. FC Saarbrücken | 1974–75        | 2. Bundesliga Süd | 38               | 12               | 1            | 0            | —            | —            | —       | —      | 39        | 12        |
| 1. FC Saarbrücken | 1975–76        | 2. Bundesliga Süd | 38               | 17               | 1            | 0            | —            | —            | —       | —      | 39        | 17        |
| 1. FC Saarbrücken | Tổng cộng      | Tổng cộng         | 76               | 29               | 2            | 0            | —            | —            | —       | —      | 78        | 29        |
| Hamburger SV      | 1976–77        | Bundesliga        | 30               | 1                | 1            | 0            | 6            | 4            | —       | —      | 37        | 5         |
| Hamburger SV      | 1977–78        | Bundesliga        | 33               | 4                | 4            | 2            | 3            | 1            | 2       | 0      | 42        | 7         |
| Hamburger SV      | 1978–79        | Bundesliga        | 21               | 4                | 1            | 0            | —            | —            | —       | —      | 22        | 4         |
| Hamburger SV      | 1979–80        | Bundesliga        | 32               | 5                | 2            | 1            | 7            | 0            | —       | —      | 40        | 6         |
| Hamburger SV      | 1980–81        | Bundesliga        | 33               | 10               | 4            | 3            | 5            | 0            | —       | —      | 42        | 13        |
| Hamburger SV      | 1981–82        | Bundesliga        | 28               | 8                | 4            | 1            | 9            | 1            | —       | —      | 41        | 10        |
| Hamburger SV      | 1982–83        | Bundesliga        | 34               | 4                | 4            | 0            | 9            | 2            | —       | —      | 47        | 6         |
| Hamburger SV      | 1983–84        | Bundesliga        | 34               | 5                | 4            | 1            | 2            | 0            | 3       | 0      | 43        | 6         |
| Hamburger SV      | 1984–85        | Bundesliga        | 32               | 3                | 1            | 0            | 6            | 1            | —       | —      | 39        | 4         |
| Hamburger SV      | 1985–86        | Bundesliga        | 29               | 2                | 1            | 0            | 1            | 0            | —       | —      | 31        | 2         |
| Hamburger SV      | Tổng cộng      | Tổng cộng         | 306              | 46               | 26           | 8            | 48           | 9            | 5       | 0      | 385       | 63        |
| Tổng sự nghiệp    | Tổng sự nghiệp | Tổng sự nghiệp    | 382              | 75               | 28           | 8            | 48           | 9            | 5       | 0      | 463       | 92        |
| Nguồn:            |                |                   |                  |                  |              |              |              |              |         |        |           |           |

- 1.^ Includes European Cup, UEFA Cup Winners' Cup, and UEFA Cup.
- 2.^ Includes UEFA Super Cup và Intercontinental Cup.

## Thống kê sự nghiệp huấn luyện
Tính đến ngày 01 tháng 12 năm 2017
| Đội                 | Từ                        | Đến                       | Thống kê | Thống kê | Thống kê | Thống kê | Thống kê        | Tham khảo                   |
| Đội                 | Từ                        | Đến                       | Số trận  | Thắng    | Hòa      | Thua     | Tỷ lệ thắng (%) | Tham khảo                   |
| ------------------- | ------------------------- | ------------------------- | -------- | -------- | -------- | -------- | --------------- | --------------------------- |
| Hamburg II          | ngày 1 tháng 7 năm 1993   | ngày 5 tháng 10 năm 1995  | 73       | 25       | 18       | 30       | 034,2           | [ 3 ] [ 4 ] [ 5 ]           |
| Hamburger SV        | ngày 5 tháng 10 năm 1995  | ngày 18 tháng 5 năm 1997  | 69       | 28       | 19       | 22       | 040,6           | [ 6 ] [ 7 ] [ 8 ]           |
| 1. FC Nürnberg      | ngày 1 tháng 9 năm 1997   | ngày 30 tháng 6 năm 1998  | 29       | 16       | 8        | 5        | 055,2           | [ 9 ] [ 10 ]                |
| Werder Bremen       | ngày 22 tháng 10 năm 1998 | ngày 10 tháng 5 năm 1999  | 26       | 9        | 7        | 10       | 034,6           | [ 11 ] [ 12 ]               |
| Eintracht Frankfurt | ngày 27 tháng 12 năm 1999 | ngày 29 tháng 1 năm 2001  | 37       | 15       | 5        | 17       | 040,5           | [ 13 ] [ 14 ] [ 15 ]        |
| VfB Stuttgart       | ngày 23 tháng 2 năm 2001  | ngày 30 tháng 6 năm 2004  | 147      | 73       | 37       | 37       | 049,7           | [ 17 ] [ 18 ] [ 19 ] [ 20 ] |
| Bayern Munich       | ngày 1 tháng 7 năm 2004   | ngày 31 tháng 1 năm 2007  | 131      | 84       | 25       | 22       | 064,1           | [ 21 ] [ 23 ] [ 24 ] [ 25 ] |
| VfL Wolfsburg       | ngày 31 tháng 5 năm 2007  | ngày 30 tháng 6 năm 2009  | 85       | 46       | 18       | 21       | 054,1           | [ 28 ] [ 29 ] [ 30 ]        |
| FC Schalke 04       | ngày 1 tháng 7 năm 2009   | ngày 16 tháng 3 năm 2011  | 79       | 42       | 16       | 21       | 053,2           | [ 32 ] [ 33 ] [ 34 ]        |
| VfL Wolfsburg       | ngày 18 tháng 3 năm 2011  | ngày 25 tháng 10 năm 2012 | 52       | 18       | 10       | 24       | 034,6           | [ 28 ] [ 37 ] [ 38 ] [ 39 ] |
| Fulham              | ngày 14 tháng 2 năm 2014  | ngày 18 tháng 9 năm 2014  | 20       | 4        | 4        | 12       | 020,0           | [ 42 ] [ 43 ] [ 44 ]        |
| Shandong Luneng     | ngày 8 tháng 6 năm 2016   | ngày 1 tháng 12 năm 2017  | 51       | 20       | 15       | 16       | 039,2           | [ 46 ]                      |
| Tổng                | Tổng                      | Tổng                      | 769      | 367      | 172      | 230      | 047,7           | —                           |

## Giải thưởng

### Cầu thủ

#### Câu lạc bộ
Hamburger SV
- Bundesliga: 1978–79, 1981–82, 1982–83
- Cúp C1 (sau này là Champions League): 1982–83
- Cúp C2: 1976–77
- Siêu cúp châu Âu: Á quân 1977, 1983
- Cúp C3 (sau này là Europa League): Á quân 1981–82

#### Đội tuyển
Tây Đức
- Giải vô địch bóng đá châu Âu: 1980[48]
- Giải vô địch bóng đá thế giới Á quân: 1982, 1986

### Sự nghiệp huấn luyện
VfB Stuttgart
- UEFA Intertoto Cup: 2002

Bayern Munich
- Bundesliga: 2004–05, 2005–06
- DFB-Pokal (cúp quốc gia Đức): 2004–05, 2005–06
- DFB Ligapokal (cúp liên đoàn Đức): 2004

VfL Wolfsburg
- Bundesliga: 2008–09